# Governo provvisorio francese del 1814
Il Governo provvisorio francese del 1814 è stato in carica dal 3 aprile 1814 al 19 marzo 1815, per un totale di 11 mesi e 17 giorni.

## Cronologia

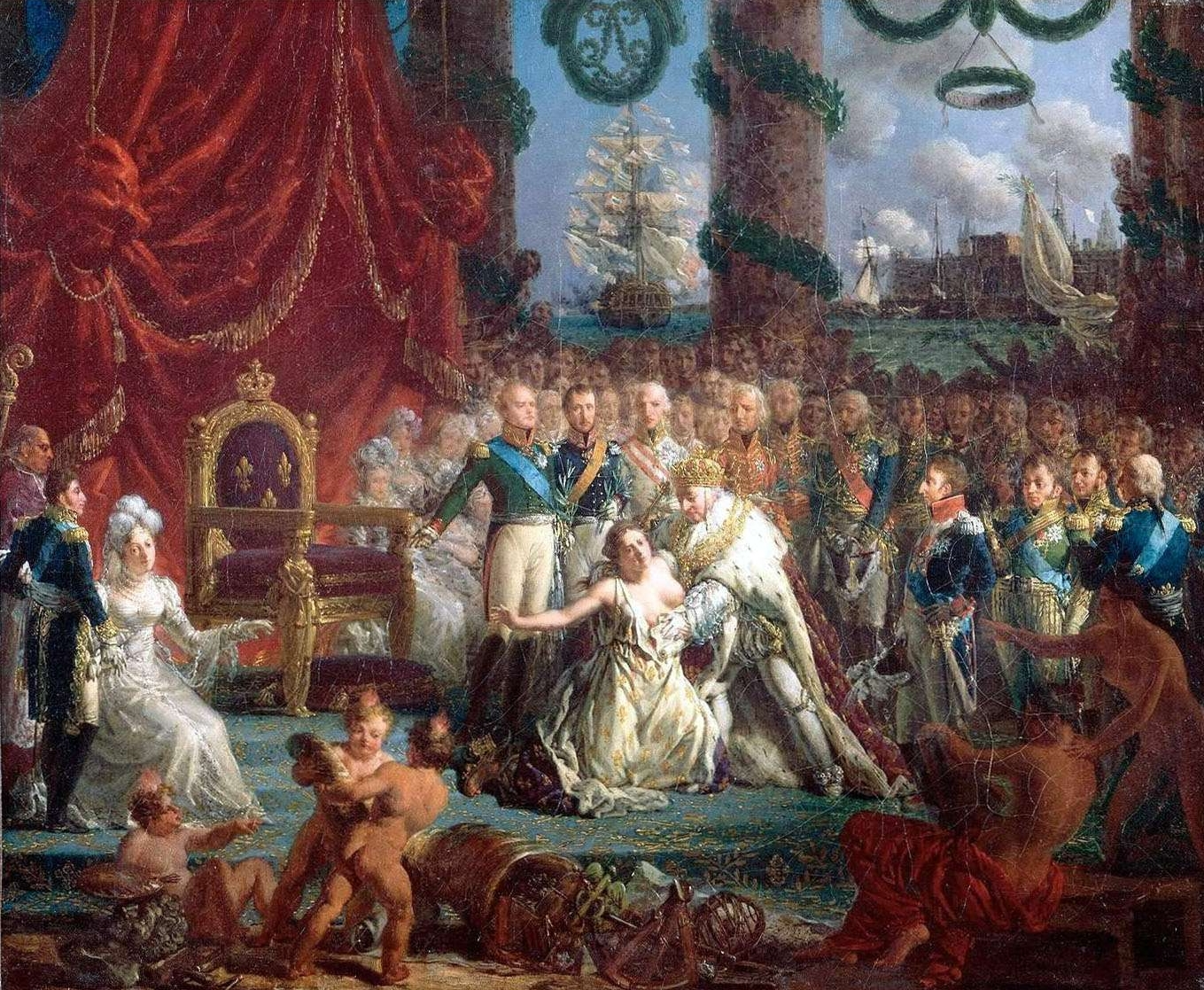
Dipinto di Crépin che raffigura Luigi XVIII nell'atto di risollevare la nipote e figlia di Luigi XVI Maria Teresa, rappresentata come incarnazione della Francia devastata.

- 31 marzo 1814: dopo un giorno di resistenza, Parigi si arrende alla Sesta coalizione; lo zar Alessandro I predispone l'occupazione militare della città in attesa della deposizione di Napoleone I
- 3 aprile 1814: viene dichiarato dal ministro Talleyrand un governo provvisorio composto da monarchici ed ex-bonapartisti
- 6 aprile 1814: il Senato conservatore invia a Luigi XVIII una proposta di Costituzione scritta, prontamente rigettata dal sovrano ancora residente nel Regno Unito
- 12 aprile 1814: Carlo d'Artois, fratello di Luigi XVIII, entra a Parigi dove viene accolto trionfalmente della popolazione; lo stesso giorno il fratello lo proclama "luogotenente del regno" in attesa del suo rientro in Francia[1]
- 14 aprile 1814: il Trattato di Fontainebleau formalizza l'abdicazione di Napoleone I, nonché la rinuncia per sé ed i suoi discendenti a qualsiasi pretesa sul trono francese, in cambio dell'effimero principato dell'Isola d'Elba, dove verrà predisposto il suo confinamento
- 2 maggio 1814: Luigi XVIII entra a Parigi e nomina i suoi ministri; lo stesso giorno con un proclama da Saint-Ouen promette una nuova costituzione e l'impegno a non restaurare l'odiato Ancien Régime
- 5 maggio 1814: cade Bayonne, l'ultima roccaforte filo-imperiale, completando lo smantellamento delle milizie napoleoniche
- 30 maggio 1814: il 1° Trattato di Parigi pone formalmente fine alla Sesta coalizione; viene restaurato il Regno di Francia ed il pretendente borbonico Luigi XVIII viene riconosciuto come legittimo sovrano
- 4 giugno 1814: Luigi XVIII concede una carta costituzionale (la cosiddetta "carta ottriata"), che istituisce un Parlamento e limita i poteri del sovrano senza scalfirne però la decisa supremazia
- Luglio 1814: viene ripristinata la censura, causando malcontento presso la popolazione borghese
- 18 settembre 1814: viene aperto il Congresso di Vienna; Talleyrand viene nominato plenipotenziario per la Francia
- 1º marzo 1815: dopo aver lasciato segretamente il suo principato elbano, Napoleone sbarca a Vallauris, intenzionato a riconquistare il trono occupato dai Borbone e marciando su Parigi
- 15 marzo 1815: il comandante dell'esercito Michel Ney cambia fazione e si schiera con Napoleone contro Luigi XVIII
  - Nel medesimo giorno, il re napoletano Gioacchino Murat si schiera con Napoleone contro il Congresso di Vienna, innescando la guerra austro-napoletana
- 19 marzo 1815: Napoleone si prepara ad assediare Parigi; Luigi XVIII, dopo aver subito ulteriori defezioni, abbandona la capitale nella notte con alcuni fedeli, rifugiandosi nella città olandese di Gand
- 20 marzo 1815: Napoleone entra a Parigi e restaura l'Impero francese, formando un governo personale composto da esponenti del suo precedente regime

## Consiglio dei ministri
Il governo, composto da 14 membri (di cui 7 ministri), vedeva partecipi:
| Carica                                | Titolare                        |
| ------------------------------------- | ------------------------------- |
| Luogotenente del Regno                | Carlo d'Artois                  |
| Gran maestro di Francia               | Luigi Giuseppe di Condé         |
|                                       |                                 |
| Ministri senza portafoglio            | Charles-Maurice de Talleyrand   |
| Ministri senza portafoglio            | Pierre Riel de Beurnonville     |
| Ministri senza portafoglio            | François de Jaucourt            |
| Ministri senza portafoglio            | Emmerich Joseph de Dalberg      |
| Ministri senza portafoglio            | Antoine de Montesquiou-Fézensac |
|                                       |                                 |
| Ministro degli Affari Esteri          | Antoine de Laforêt              |
| Ministro dell'Interno                 | Jacques Claude Beugnot          |
| Ministro della Polizia                | Jules Anglès                    |
| Ministro della Giustizia              | Nicolas Henrion de Pansey       |
| Ministro della Guerra                 | Pierre Dupont de l'Étang        |
| Ministro delle Finanze                | Joseph-Dominique Louis          |
| Ministro della Marina e delle Colonie | Pierre-Victor Malouet           |

Dopo l'arrivo a Parigi di Luigi XVIII, occorso il 2 maggio 1814, questi riformò il governo con personalità da lui scelte, ovvero:
| Carica                                | Titolare                        |
| ------------------------------------- | ------------------------------- |
| Ministro della Real Casa              | Jean-Casimir de Blacas          |
| Gran maestro di Francia               | Luigi Giuseppe di Condé         |
|                                       |                                 |
| Ministro degli Affari Esteri          | Charles-Maurice de Talleyrand   |
| Ministro dell'Interno                 | Antoine de Montesquiou-Fézensac |
| Ministro della Giustizia              | Charles-Henri Dambray           |
| Ministro della Guerra                 | Pierre Dupont de l'Étang        |
| Ministro delle Finanze                | Joseph-Dominique Louis          |
| Ministro della Marina e delle Colonie | Pierre-Victor Malouet           |